# Pedro García (Coamo)
Pedro García es un barrio ubicado en el municipio de Coamo en el estado libre asociado de Puerto Rico. En el Censo de 2010 tenía una población de 666 habitantes y una densidad poblacional de 39,05 personas por km².

## Geografía
Pedro García se encuentra ubicado en las coordenadas 18°8′43″N 66°24′17″O / 18.14528, -66.40472. Según la Oficina del Censo de los Estados Unidos, Pedro García tiene una superficie total de 17.06 km², que corresponden a tierra firme.

## Demografía
Según el censo de 2010, había 666 personas residiendo en Pedro García. La densidad de población era de 39,05 hab./km². De los 666 habitantes, Pedro García estaba compuesto por el 84.53% blancos, el 9.01% eran afroamericanos, el 0.15% eran amerindios, el 4.5% eran de otras razas y el 1.8% pertenecían a dos o más razas. Del total de la población el 100% eran hispanos o latinos de cualquier raza.